# Mother, Couch
Mother, Couch es una película de comedia dramática de 2023 escrita y dirigida por Niclas Larsson. Está basada en la novela sueca de 2020 Mamma i soffa de Jerker Virdborg. Está protagonizada por Ewan McGregor, Rhys Ifans, Taylor Russell, Ellen Burstyn, Lara Flynn Boyle, F. Murray Abraham y Lake Bell. La película se estrenó en el Festival Internacional de Cine de Toronto 2023 el 9 de septiembre de 2023 y se estrenó en los Estados Unidos el 5 de julio de 2024 por Film Movement and Memory.

## Elenco
- Ewan McGregor como David
- Rhys Ifans como Gruffudd
- Taylor Russell como Bella
- Ellen Burstyn como madre
- Lara Flynn Boyle como Linda
- F. Murray Abraham como Marcus / Marco
- Lago Bell como Anne [1]

## Producción
En julio de 2022, se informó que Ellen Burstyn, Ewan McGregor, Taylor Russell, Rhys Ifans, Lara Flynn Boyle, Lake Bell y F. Murray Abraham habían firmado para protagonizar Mother, Couch . Escrita y dirigida por Niclas Larsson en su debut cinematográfico, es una adaptación de la novela sueca de 2020 Mamma i soffa de Jerker Virdborg.  Larsson dijo en una entrevista: "El libro es muy diferente de la película. De hecho, lo primero que le pregunté a Jerker fue qué tan libre podía ser con la adaptación, y me dijo: 'Mira, roba lo que quieras robar y ve con ello.' Así que eso es lo que hice, añadí las localizaciones y lo ambienté en Estados Unidos, pero creo que también es muy sueco". 
La película fue producida por las compañías estadounidenses Lyrical Media, Fat City y Suris/Bishop Films, y coproducida por la sueca Film i Väst y la danesa Snowglobe.  La fotografía principal comenzó a finales de octubre de 2022 y se llevó a cabo en Charlotte, Carolina del Norte, durante 27 días, principalmente en un escenario.   La producción recibió una devolución de impuestos de hasta 1,75 millones de dólares por parte del Departamento de Comercio de Carolina del Norte . 

## Estreno
Mother, Couch tuvo su estreno mundial en el Festival Internacional de Cine de Toronto 2023 el 9 de septiembre de 2023.   Posteriormente se proyectó en el Festival Internacional de Cine de San Sebastián el 26 de septiembre.   En febrero de 2024, Film Movement and Memory adquirió los derechos de distribución de la película en Estados Unidos.  Se estrenó en Estadois Unidos el 5 de julio de 2024. 